# Dranse de Morzine
La Dranse de Morzine est une rivière française qui coule dans le département de la Haute-Savoie.

## Géographie
D'une longueur de 26,4 km, la Dranse de Morzine prend sa source sous la tête de Bostan (2 406 m) et le col de Bretolet (1 936 m) à la frontière franco-suisse, dans le Chablais. Elle est alimentée par un certain nombre de torrents provenant des divers cirques situés entre les Hauts-Forts (2 466 m), la pointe de Fornet (2 300 m), la pointe de la Léchère (2 175 m) et la tête de Bostan.
La rivière est d'abord nommée « Dranse de la Manche » jusqu'au confluent dans le bourg de Morzine avec la Dranse de sous le Saix — du nom du Saix du Tour (2 023 m), au-dessus de la station d’Avoriaz. Elle reçoit ensuite sur sa rive droite la Dranse de Montriond, en provenance du lac de Montriond.
Elle irrigue la vallée de Morzine, où elle reçoit de nombreux petits affluents.
Elle rejoint à Bioge (commune de Reyvroz), la Dranse d'Abondance, à partir de là, elles forment ensemble la Dranse qui se jette dans le Léman en formant le delta de la Dranse entre Thonon-les-Bains et Publier.

### Communes et cantons traversés
Dans le département de la Haute-Savoie, d’amont en aval, la Dranse de Morzine traverse les territoires des onze communes suivantes de Samoëns, Morzine, Montriond, Essert-Romand, Saint-Jean-d'Aulps, Seytroux, Le Biot, La Baume, La Vernaz, La Forclaz, Reyvroz (lieu-dit Bioge).

### Bassin versant
La Dranse de Morzine traverse une seule zone hydrographique La Dranse de Morzine (V032) de 205 km2 de superficie. Ce bassin versant est constitué à 88,87 % de « forêts et milieux semi-naturels », à 6,59 % de « territoires agricoles », 
à 4,40 % de « territoires artificialisés », à 0,30 % de « surfaces en eau ».

## Affluents
La Dranse de Morzine a quinze affluents référencés :
- la Dranse de la Manche, avec trois affluents et de rang de Strahler trois.
- la Dranse de Montriond,
- le Bochard,
- la Salle,
- la rivière Nant Laitdenay,
- le ruisseau des Favets,
- le ruisseau du Lavaty,
- le ruisseau du Jourdil,
- le ruisseau de l'Abbaye,
- le torrent de Seytroux,
- le ruisseau du Biot,
- le ruisseau du Corbier,
- le nant de la Scie,
- le ruisseau de la Tire,
- le ruisseau de Nicodex,
- le ruisseau de la Bride.

Donc le rang de Strahler est de quatre.

## Hydrologie

### La Dranse de Morzine à Seytroux
La Dranse de Morzine a fait l'objet d'une station hydrologique à Seytroux.

## À voir
- Gorges du pont du Diable